# Kalety
Kalety (germană Kalet, Stahlhammer (1940-45)) este un oraș în Polonia.